# Nallur (Jaffna)

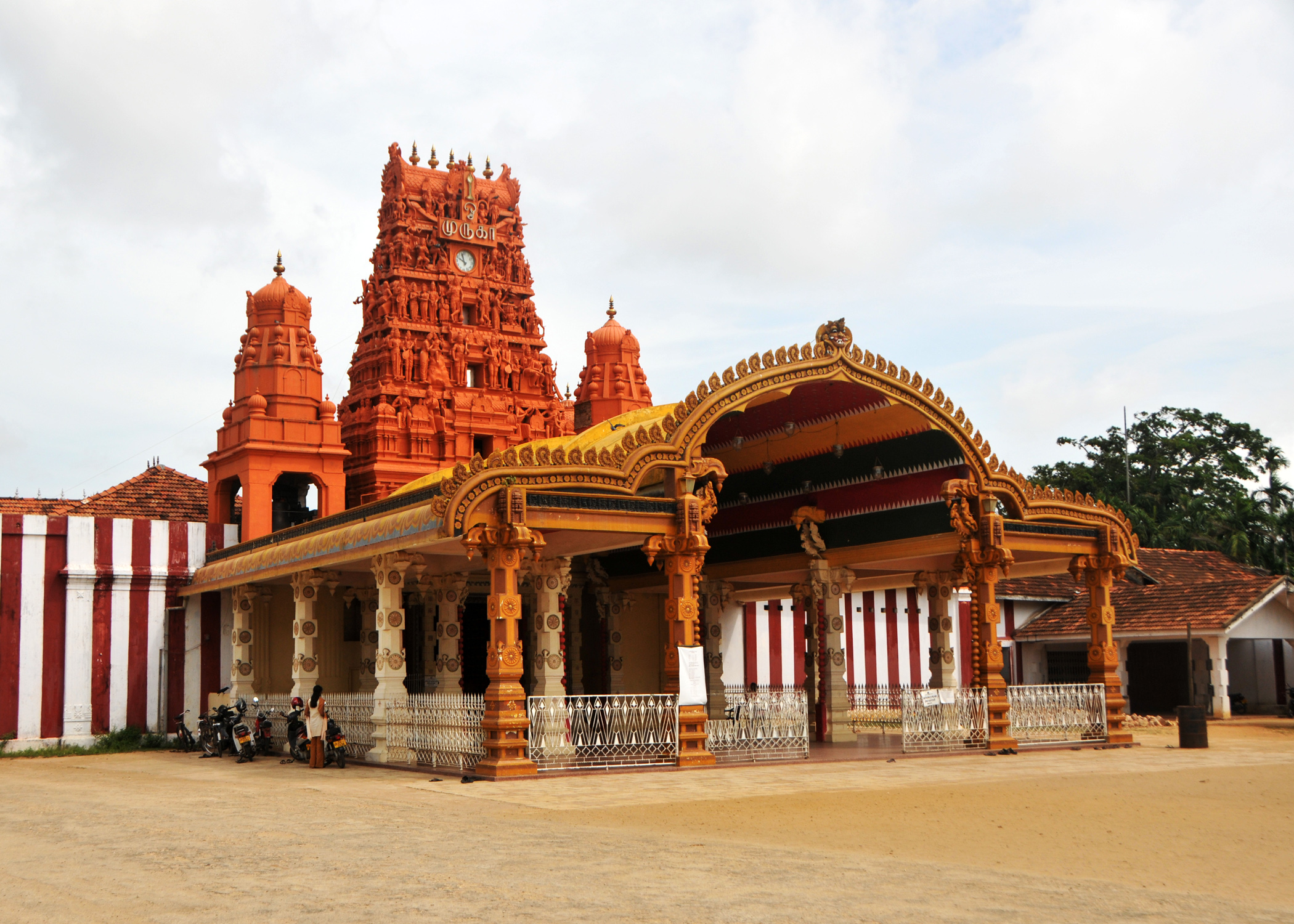
Kovil de Kandaswamy, Nallur, Jaffna

Nallur és un lloc sant i un suburbi de la ciutat de Jaffna, a Sri Lanka. Se situa a 3 km del centre de Jaffna.
Nallur fou la capital de l'antic Regne de Jaffna que va governar el nord de Sri Lanka abans l'arribada dels portuguesos sota el govern dels quals la ciutat va acabar sent destruïda i el regne va acabar annexionat per Portugal.
Abans la invasió portuguesa Nallur era un centre floreixen que destacava per l'arquitectura i la cultura tàmil.
No s'ha de confondre amb la ciutat de Nallur a Tamil Nadu.